# Ghiacciaio Suárez
Il ghiacciaio Suárez, talvolta chiamato anche ghiacciaio Petzval, è un ghiacciaio lungo circa 5 km situato sulla costa di Danco, nella parte occidentale della Terra di Graham, in Antartide. Il ghiacciaio fluisce verso nord fino ad una piccola cala tra la cala di Sturm e la cala di Skontorp.

## Storia
Il ghiacciaio Suárez è stato mappato per la prima volta dal geologo scozzese David Ferguson nel 1913-14. Nel 1950-51, esso fu delineato più dettagliatamente nel corso della quinta spediziona antartica cilena e battezzato con il suo attuale nome dai membri di questa spedizione in onore del tenente comandante Francisco Suárez V, capo delle operazioni sulla nave da trasporto Angamos.